# Antoine Thomson d'Abbadie
Antoine Thomson d'Abbadie d'Arrast (n. 3 ianuarie 1810, Dublin, Regatul Unit al Marii Britanii și Irlandei – d. 19 martie 1897, Paris, Franța) a fost un explorator, geograf, etnolog, lingvist și astronom francez de origine bască.
A devenit celebru prin călătoriile sale prin Etiopia din prima jumătate a secolului la XIX-lea.
A fost fratele mai mare al geografului Arnaud-Michel d'Abbadie.
A primit Medalia de Aur din partea Société de géographie (Societății de Geografie a Franței) și medalia Legiunea de onoare.